# Condor Entertainment
Pour les articles homonymes, voir Condor.
Ne doit pas être confondu avec Condor Films.
Condor Entertainment est une société française, fondée en 2010, spécialisée dans la distribution auprès des salles de cinéma et la distribution numérique.

## Présentation
La ligne directrice de Condor se définit de la façon suivante, il s'agit de :
- un distributeur en salles axé sur les films d'art et d'essai étrangers ;
- un éditeur actif pour les sorties directes en VOD et en support physique.

À sa création, elle se concentre prioritairement sur les œuvres asiatiques, les productions indépendantes américaines et européennes.
Depuis, Condor accompagne chaque année une moyenne de vingt-cinq films sur le marché physique et VOD ou en salles.
Si le cinéma indépendant est au cœur de ses objectifs, la société mise également sur les productions destinées à la jeunesse et aux adolescents. Elle a ainsi acquis les droits de La Trilogie des gemmes, Silverland : La Cité de glace, Le Maître des sorciers, Le Voleur de Venise ou encore The Shamer, tous adaptés de romans Young Adult à succès. De même, son catalogue comporte de nombreux blockbusters tels Defender de Rakesh Roshan ou Dragon Inside Me d'Indar Djendoubaïev (ru).
En 2020, Condor signe « L'appel des 50 », une tribune visant à alerter l'État français sur la situation préoccupante du support physique. Pour défendre l'édition vidéo DVD, Blu-ray et Ultra HD, cinquante sociétés participent à la tribune parmi lesquelles BAC, Carlotta, Le Chat qui fume ou Koba Films.
Parmi les gros succès de Condor, on trouve Ceux qui travaillent d'Antoine Russbach, L'Ombre de Staline de Agnieszka Holland, Abigail, le pouvoir de l’élue d’Aleksandr Boguslavsky ainsi que les longs-métrages récompensés Leto de Kirill Serebrennikov, After Yang de Kogonada, Swiss Army Man des Daniels, le diptyque The Souvenir de Joanna Hogg et Rien à foutre du tandem Emmanuel Marre et Julie Lecoustre.

## Catalogue partiel
Le catalogue complet des films distribués par Condor Entertainment et sa filiale Condor Distribution est visible sur le site officiel de la société.
| |  |  |
| Deux films historiques diffusés par Condor : La Reine-garçon de Mika Kaurismäki, et Mary, reine d'Écosse de Thomas Imbach. |  |  |

- Abigail, le pouvoir de l’élue d'Aleksandr Boguslavski
- After Sun de Charlotte Wells
- After Yang de Kogonada
- Arjun, le prince guerrier de Arnab Chaudhuri
- Born to Be Blue de Robert Budreau
- Ceux qui travaillent de Antoine Russbach
- Cold Skin de Xavier Gens
- Defender de Rakesh Roshan
- Disierto de Jonás Cuarón
- Les disparues de Valan de Béla Bagota
- Dragon Inside Me de Indar Dzhendubaev
- Dylan Dog de Kevin Munroe
- En secret de Charlie Stratton
- L'épreuve de Erik Poppe
- The Eternal Daughter de Joanna Hogg
- La Reine-garçon de Mika Kaurismäki
- Girls Only de Lynn Shelton
- Giselle de Toa Fraser
- Golem, le tueur de Londres de Juan Carlos Medina
- The Guard de Peter Sattler
- Hotel Singapura de Eric Khoo
- Howl de Rob Epstein, Jeffrey Friedman
- L'idiot ! de Yuri Bykov
- Iron Sky de Timo Vuorensola
- Joyland de Saim Sadiq
- Kamikaze, le dernier assaut de Takashi Yamazaki
- Keepers de Kristoffer Nyholm
- Killer inside de Duncan Skiles
- Leave No Trace de Debra Granik
- Leto de Kirill Serebrennikov
- Lettre à Franco d'Alejandro Amenábar
- Le maître des sorciers de Marco Kreuzpaintner
- La Malédiction de Raven's Hollow de Christopher Hatton
- Mary, reine d'Écosse de Thomas Imbach
- Noureev de Ralph Fiennes
- L'Ombre de Staline d'Agnieszka Holland
- Only You de Harry Wootliff
- L'Oracle de Philipp Stölzl
- Le portrait interdit de Charles de Meaux
- Post Mortem de Péter Bergendy
- Real de Kiyoshi Kurosawa
- Realive de Mateo Gil
- The Renegade de Lance Daly
- Rien à foutre de Emmanuel Marre, Julie Lecoustre
- The Shamer de Kenneth Kainz
- Shokuzai de Kiyoshi Kurosawa
- Silverland : La Cité de glace de Michael Lockshin
- The Souvenir et The Souvenir Part II de Joanna Hogg
- Swiss Army Man de Daniel Kwan et Daniel Scheinert
- Tolstoï, le dernier automne de Michael Hoffman
- Trilogie des gemmes de Felix Fuchssteiner
- Tunnel de Kim Seong-Hun
- Vers l'autre rive de Kiyoshi Kurosawa
- Victoria de Sebastian Schipper
- La Vie rêvée de Miss Fran de Rachel Lambert
- Le voleur de Venise de Richard Claus
- Wendy de Benh Zeitlin